# Alchemilla consobrina
Alchemilla consobrina é uma espécie de rosácea do gênero Alchemilla, pertencente à família Rosaceae.